# ジョイス・コウ
ジョイス・コウ（繁体字中国語：高麗虹、英語: Joyce Mina Godenzi、1965年5月28日 - ）は、1980年代から1990年代にかけて活躍した香港の元女優である。中国・オーストラリア・ヨーロッパ(イタリア系)の混血で、オーストラリア国籍を有しており、1984年のミス香港である。サモ・ハン・キンポーの現在の妻であり、1998年以降は芸能活動から事実上引退している。

## 来歴
ジョイス・コウの父親はイタリア系オーストラリア人であり、香港政庁の職員であったが、その後貿易業に転身した。母親は香港の出身である。
何東中学を卒業後、1984年にミス香港で1位となった後、1986年に映画界に入る。1987年制作の香港映画『イースタン・コンドル』（原題：東方禿鷹）では、後に夫となるサモ・ハン・キンポーとともに出演し、カンボジアの反共ゲリラのリーダーを演じた。この作品で第7回香港電影金像奨の助演女優賞にノミネートされ、アクション女優としての地位を確立した。
1995年にサモ・ハン・キンポーと結婚。1997年の『ナイスガイ』（原題：一個好人）のカメオ出演を最後に、芸能活動を行っていない。

## 出演作品
※利用者の便宜を考慮し、中国語原題（繁体字中国語）と主演俳優名を併記する。日本語タイトルが存在しない作品は、原則として繁体字中国語で表記する。中国語版Wikipediaの項目がある作品については、それらのリンクも付する。
- ゴーストキング（原題：俾鬼捉） (1986年) 「女法師」役 （ジョイ・ウォン、ヴィナ・チュイ（中国語版）、ウォン・ジン（王晶）とともに主演）
- セブンス・カース（原題：原振俠與衛斯理） (1986年) 役名なし（チョウ・ユンファ、チン・シュウホウ、マギー・チャン 主演）
- イースタン・コンドル（原題：東方禿鷹） (1987年） 「カンボジア反共ゲリラ隊長』役 （サモ・ハン・キンポー 監督・主演、ユン・ピョウとともに主演）
- 爛賭英雄 (1987年) 「阿虹」役 （ナタリス・チャン、スタンリー・フォン（中国語版）とともに主演）
- 誘拐同盟スクランブル5（原題：歡樂5人組） 「ホー・ミナ警部補」役（イー・トンシン、メイ・ロウ（中国語版）とともに主演）
- 恋はいつも嘘からはじまる（原題：過埠新娘） (1988年) 「銭宝の前妻」役（サモ・ハン・キンポー（「銭宝」役）、マギー・チャンとともに主演）
- 鬼掹脚 (1988年) 「白警官」役 （サモ・ハン・キンポー 監督、 アルフレッド・チョン（中国語版）、 アンソニー・チェン（中国語版）とともに主演）
- 98分署香港レディ・コップス（原題：皇家女将） (1990年) 「高麗萍」役 （サモ・ハン・キンポー 監督、レオン・カーフェイ、カリーナ・ラウとともに主演）
- レッド・リベンジ/復讐の罠（原題：龍鳳賊捉賊） (1990年) 「フン」役 （ サモ・ハン・キンポー 監督、ユン・ピョウ、リチャード・ンとともに主演）
- 黐線枕邊人 (1991年) 「高医師」役 （サモ・ハン・キンポー 監督・主演、ドゥドゥ・チェンとともに主演）
- 財叔之橫掃千軍 (1991年)  「川島芳子」役（ツイ・ハーク 監督、レオン・カーフェイ、ジャッキー・チュンとともに主演）
- ナイスガイ（原題：一個好人） (1997年) カメオ出演(料理番組視聴者) （サモ・ハン・キンポー 監督、ジャッキー・チェン主演）